# Тульская молва
«Ту́льская молва́» — ежедневная общественная, политическая и литературная газета, издававшаяся в городе Туле в 1907—1918 годах.

## История
Созданию газеты «Тульская молва» предшествовало появление в Туле в 1906 году ежедневной политической, общественной и литературной газеты «Тульская жизнь», первый номер которой вышел 1 февраля 1906 года в типографии известного тульского банкира и потомственного почётного гражданина И. Д. Фортунатова. Издатели главной целью этой газеты ставили «наиболее полную разработку и освещение фактического материала, доставляемого жизнью Тульской губернии, отводя большое место обсуждению вопросов и общерусской жизни» . Однако, просуществовав до октября этого же года, издав 154-е номера, она внезапно прекратила своё существование и на свет появилась другая газета под названием «Тульская речь» с теми же целями и задачами, с тем же составом редакции и тем же издателем — И. Д. Фортунатовым. Впрочем, и эта газета просуществовала недолго и уже 29 июня 1907 года в последнем номере № 208 газета объявляла:

«С 1 июля 1907 года в Туле будет выходить ежедневная политическая, литературная и общественная газета „Тульские новости“. В „Тульских новостях“ принимают ближайшее участие сотрудники и корреспонденты „Тульской речи“. Весь состав редакции „Тульской речи“ также переходит в „Тульские новости“».
— Газета «Тульская речь», № 208 от 29 июня 1907 года. 

 Государственный архив Тульской области. Научно-справочная библиотека. Периодические издания Тульской губернии.
Газета «Тульские новости» в свою очередь успела осуществить выпуск 66-ти номеров и 27 сентября 1907 вышел её последний номер. В нём указывалось, что «по взаимному соглашению издателей подписчики „Тульских новостей“ будут удовлетворены газетой „Тульская молва“. Весь состав редакции „Тульских новостей“ переходит в „Тульскую молву“». 

С выходом первого номера газеты «Тульская молва» 28 сентября 1907 года прекратилась чехарда с переименованием газеты, переходом состава редакции в новые, а на самом деле старые, редакции. Газета стала действительно народной и была востребована всеми слоями тульского общества. Вот так издатели и редакторы сформулировали её главную задачу:

«Главной задачей газеты является возможно полное, беспристрастное и всестороннее освещение местной общественной жизни. Корреспонденции из всех городов и крупных сёл Тульской губернии и крупнейших русских центров. Беллетристические и злободневные фельетоны. Статьи по вопросам литературы и искусства. Телеграммы Санкт-Петербургского телеграфного агентства».
— Газета «Тульская молва», № 1 от 27 сентября 1907 года. 

 Государственный архив Тульской области. Научно-справочная библиотека. Периодические издания Тульской губернии.
На самом деле круг вопросов, которые она освещала был намного шире:
- Руководящие статьи вопросам политическим, а также экономическим и общественным вопросам общероссийской и местной жизни.
- Официальный отдел.
- Телеграммы Российского и Санкт-Петербургского телеграфных агентств и собственных корреспондентов.
- Последние известия из газет и от собственных корреспондентов.
- Статьи и заметки по вопросам литературы, общественным, экономическим и политическим.
- Местная хроника.
- Корреспонденции из уездов Тульской губернии.
- Земское и городское самоуправление.
- Известия из других стран.
- Судебная хроника.
- Фельетон (стихотворения, исторические и беллетристические произведения, как оригинальные, так и переводные).
- Библиография.
- Театр и музыка.
- Разные известия.
- Русская печать.
- Торгово-промышленный отдел.
- Справочный отдел.
- Объявления.
- Некрологи.

И тут же газета разъясняла читателям особенности своей работы и порядка публикаций:

«Известия из Петербурга и Москвы, имеющие особенно важное значение, передаются „Тульской молвой“ экстренными телеграммами собственных корреспондентов. Телефонные известия из Петербурга размещаются в „Тульской молве“ ранее получения в Туле московских газет. Особенное внимание в местном отделе обращено на местную хронику и корреспонденции из уездов, для чего приглашены специальные сотрудники. В торгово-промышленном отделе газета намерена возможно широко осведомлять читателей, как по вопросам местной торгово-промышленной жизни, так и о состоянии главных рынков».
— Газета «Тульская молва», № 1 от 27 сентября 1907 года. 

 Государственный архив Тульской области. Научно-справочная библиотека. Периодические издания Тульской губернии.
Особое внимание в газете было уделено некрологам. Обычные жители Тулы всех сословий через газету могли известить родственников, друзей и знакомых о кончине своих родных и близких.

После Октябрьской революции 1917 года и установления Советской власти в Туле газета в течение года (до октября 1918 г.) продолжала публикации. Естественно, ей пришлось кардинально менять свои принципы и задачи. Впрочем, особого выбора у владельцев газеты не было по известным причинам. Шёл 1918 год. В самом разгаре Гражданская война. На первую полосу были вынесены декреты и постановления Совнаркома, материалы заседаний Тульского Совета рабочих и красноармейских депутатов, приказы Тульского губернского комиссариата по военным делам, протоколы заседаний Тульской губернской Чрезвычайной комиссии, а также другие документы советских и партийных органов.
Спустя столетие многие факты, изложенные в газете представляют несомненный интерес, являются источниками ценнейшей информации и востребованы современными исследователями, краеведами и гражданами города Тулы и Тульской области. 

Последний номер газеты «Тульская молва» вышел 9 октября 1918 года. Всего же за 12 лет существования было выпущено 3239 номеров.

## Электропечатня и типография
Большая популярность газеты была результатом труда не только редакторов и корреспондентов. Она во многом зависела и от профессионализма печатников и типографистов. Электропечатня и типография «Тульской молвы» располагались в Туле на Киевской улице в доме купцов Платоновых и принадлежали члену-распорядителю торгового дома «Соколов и Фортунатов» потомственному почётному гражданину И. Д. Фортунатову. В ней находилось передовое на то время оборудование. Вот как сам хозяин электропечатни и типографии представлял читателям их возможности:

«…доводит до сведения, что исполняет всевозможные заказы для присутственных мест гражданских и военных ведомств, общественных, городских и частных учреждений. Электропечатня и типография принимает, по договорам с книгоиздательствами, печатание разных сочинений и брошюр. Заказы принимаются на русском, французском, греческом и других языках. 

Электропечатня и типография снабжена скоропечатными машинами последней конструкции большого калибра, богатым выбором шрифтов, орнаментов, украшений и другими всевозможными типографическими принадлежностями русск. и загр. слов., что даёт ей полную возможность использовать заказы срочно и добросовестно по образцам последнего слова типографской техники. Только что получены из заграницы модные титульные шрифты. Особое внимание электропечатня и типография будет неуклонно уделять интересам добросовестного и срочного исполнения заказов».
— Газета «Тульская молва», № 80 от 5 января 1908 года. 

 Государственный архив Тульской области. Научно-справочная библиотека. Периодические издания Тульской губернии.

## Параметры газеты
Газета «Тульская молва» объёмом в 4-е полосы, с размером газетной страницы 362 × 548 мм, с верхним колонтитулом на всех полосах и нижним колонтитулом на первой и последней полосе. Полосы имели по пять колонок. Некоторые номера выходили с прибавлением в виде отдельного листа и цветными рекламными постами. Размер прибавлений был разный и зависел от объёма печатного текста. Подписная цена газеты за годы существования практически не менялась и составляла: годовая — 6 руб., полугодовая — 4 руб., месячная — 75 коп. Она резко изменялась после октября 1917 года. В течение всего одного года (с октября 1917 г. по октябрь 1918 г.) она выросла с 6 копеек до 35 копеек за один номер.